# کلرپروگانیل
کلرپروگانیل (به انگلیسی: Chlorproguanil) با فرمول شیمیایی C۱۱H۱۵Cl۲N۵ یک ترکیب شیمیایی با شناسه پاب‌کم ۲۲۳۲۳ است. که جرم مولی آن ۲۸۸٫۱۸ g/mol می‌باشد. 